# Geração de 70 (Brasil)

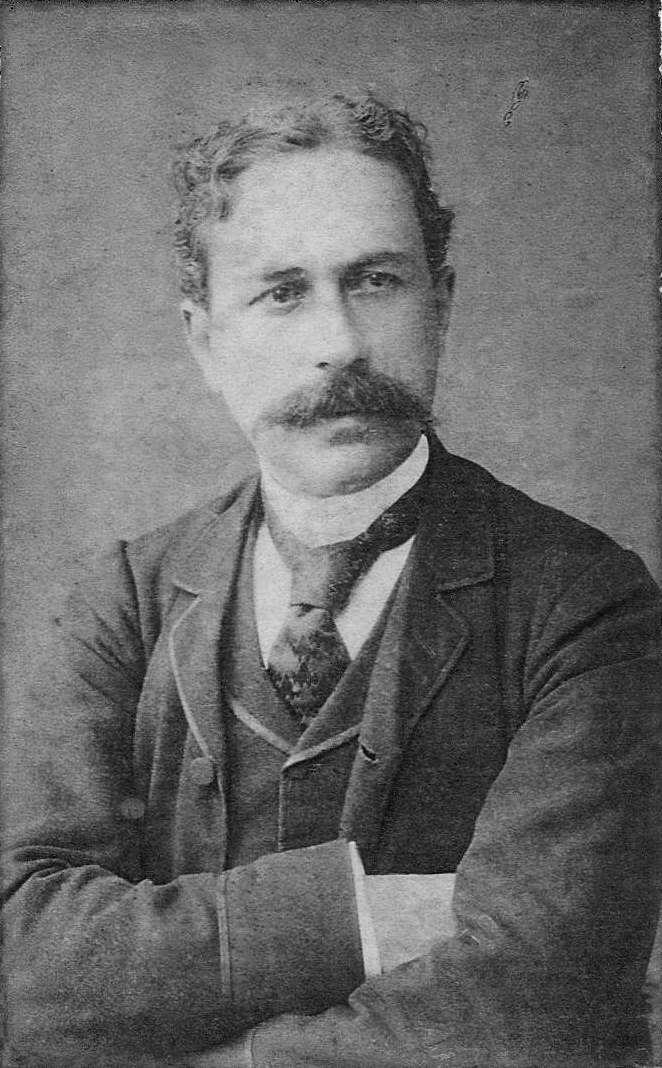
Joaquim Nabuco (1870).

A Geração de 70 foi um movimento político, artístico e intelectual surgido no Império do Brasil em finais da década de 1860 e que visava confrontar e buscar soluções para o que uma nova geração de políticos e pensadores – em geral novos liberais, republicanos e positivistas – enxergava como os problemas estruturais do país, tais como a escravidão e a centralização. O movimento foi caracterizado, nas palavras de Sílvio Romero, como um "bando de ideias novas".
Distinguiu-se de seu homônimo português, uma vez que, no Brasil, não se caracterizou por um movimento organizado e propriamente acadêmico, ao menos não em sua totalidade.

## Contexto
Em linhas gerais, o período imperial brasileiro foi delineado pelo que a historiografia denominou “Tempo Saquarema”. O Estado imperial brasileiro teria sido estruturado a partir das diretrizes do Partido Conservador, cujos membros eram conhecidos como saquaremas, referência pejorativa ao local de suposto surgimento do partido.
De forma geral, os conservadores brasileiros do século XIX baseavam sua noção de “Estado-nação” a partir de pilares como a monarquia, a centralização, a escravidão, o latifúndio e o elitismo em suas mais variadas conformações. Esses pilares políticos, econômicos e sociais visavam criar uma sociedade moldada por essa visão saquarema, em que os indivíduos que não se encaixavam na dialética “senhor-escravo” ficavam excluídos dos principais canais de ascensão social e de formação da cidadania.
Na década de 1870, episódios como a “inversão partidária”, a Guerra do Paraguai e a Questão Religiosa expuseram a crise em que entrava o Império do Brasil e, consequentemente, o “Tempo Saquarema”. É no contexto dessa crise que surgiu a heterogênea, porém militante, Geração de 70, em colisão direta com as bases fundadoras do Estado imperial.

## Formação
Essa nova geração era formada, em grande parte, por grupos sociais que se encontravam à margem da sociedade brasileira da época, mas não por sua pobreza ou cor da pele. Em sua maioria, eram profissionais liberais (principalmente advogados e jornalistas, mas também médicos e professores, por exemplo), membros de uma nascente burguesia urbana e filhos de políticos tradicionais que não se encaixavam na burocracia estatal do Império, buscando caminhos de ascensão social alternativos à “estadania” então vigente.
Além disso, compartilhavam experiências intelectuais e acadêmicas em comum, sendo influenciados por ideias então populares na Europa da época, como o nacionalismo, o positivismo e o cientificismo. Na visão de muitas dessas ideologias, o Brasil-Império estava atrasado na “escala evolutiva” da civilização, sendo necessário superar a monarquia e a escravidão.

## Práticas

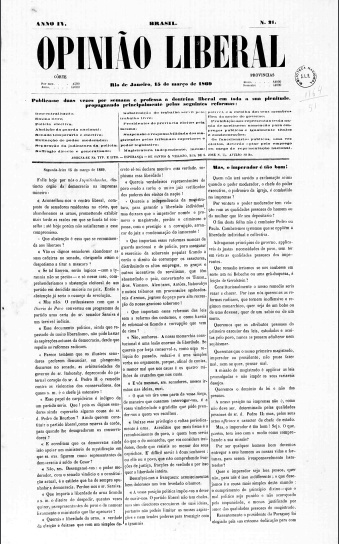
Jornal Opinião Liberal (1869).

Segundo João Cruz Costa (1967):
Pela primeira vez a nossa pátria via um movimento intelectual que procurava abarcar a totalidade dos aspectos humanos. Até ali, quanto a idéias gerais e sistemas filosóficos, só conhecíamos a mistura pueril da Teologia e da Metafísica ensinada nos colégios, não passando o mais de divagação literária com que alguns pedantes solitários ou em candidata recreavam os seus ócios dando pasto a verdade ou à cobiça.
A forma mais comum de militância da Geração de 70 foi a imprensa alternativa, pregando ideias e confrontando políticas através de jornais menores e independentes. Um exemplo desse expoente foi Henrique Limpo de Abreu, filho do Visconde de Abaeté. Embora parte da elite dominante do país, tendo servido como deputado em um curto período da década de 1860, Limpo de Abreu se destacou como editor de periódicos contrários à política geral do Império, filiando-se a movimentos radicais e republicanos.
Outra forma de expressão dessa geração foram os comícios e palestras políticas. As Conferências Radicais, ocorridas no Rio de Janeiro, São Paulo e Recife entre 1868 e 1870, inauguraram uma nova forma de se debater política, com comícios voltados a discutir aqueles que eram considerados os maiores problemas da sociedade brasileira da época, como a centralização, o Estado confessional, o sufrágio indireto, a escravidão, o Poder Moderador, entre outros temas.
Havia também a via mais “tradicional” da Geração de 70, representada pela atuação parlamentar. Seu maior nome, talvez, seja Joaquim Nabuco. Embora filho de um político tradicional, José Tomás Nabuco de Araújo Filho, membro de um partido tradicional, o Partido Liberal, e defensor da monarquia, Joaquim Nabuco destacou-se por seu abolicionismo e por seu anticlericalismo. Em determinados momentos, sua militância caracterizou-se por um liberalismo radical, defendendo a democracia e a reforma agrária no Brasil.
A Geração de 70 destacou-se também na literatura, através do romance, da crítica social e da ironia, embora um de seus maiores críticos tenha sido Machado de Assis, que não enxergava originalidade nas ideias da nova geração, mas sim um produto de seu próprio meio de formação.

## Impacto
Segundo Corrêa (2019):
Através de ativismo político e de vasta produção intelectual – que no contexto imperial pouco divergia – os membros dessa geração foram os protagonistas e os responsáveis por dar o tom de uma série de conflitos e divergências que, pouco a pouco, corroeram os pilares da monarquia e deixaram expostas as contradições e limitações de um regime que, para muitos, estava fadado à extinção.
Ao contrário de Caxias, Saraiva, Zacarias, Rio Branco ou Osório, os novos políticos brasileiros não compartilhavam do sentimento de “ameaça nacional” vivido por esses estadistas nas décadas de 1830 e 1840, com as revoltas regenciais e os conflitos decorrentes do fim do Primeiro Reinado (1822-1831). Logo, eles não viam na monarquia uma salvaguarda da unidade nacional, mas sim um entrave ao avanço político-econômico e um núcleo de privilégios das elites tradicionais, ideia que, levada ao extremo, levaria ao fim do Império em 1889.
Pode-se dizer que o contexto brasileiro de finais do século XIX, marcado pelo declínio da escravidão e o início de um certo desenvolvimento econômico, somado a uma crescente urbanização, marcas do aprofundamento do capitalismo periférico, foi o responsável pelo surgimento da Geração de 70, mas também foi formado por essa mesma geração de políticos e intelectuais, que passou a questionar – quando não confrontar abertamente – o liberalismo oligárquico e o conservadorismo doutrinário vigentes no Império.